# Jüdischer Friedhof (Andernach)

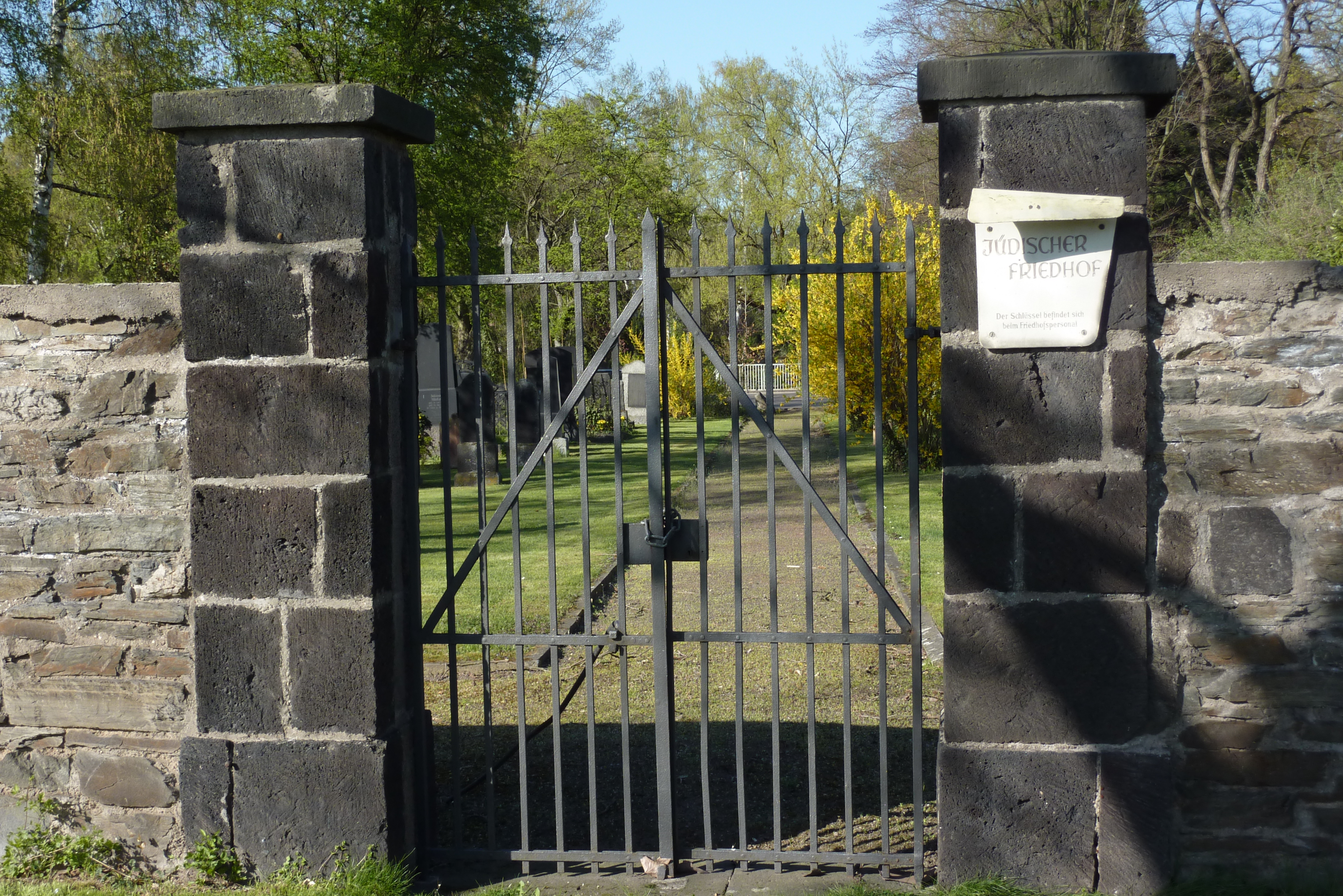
Tor zum jüdischen Friedhof in Andernach

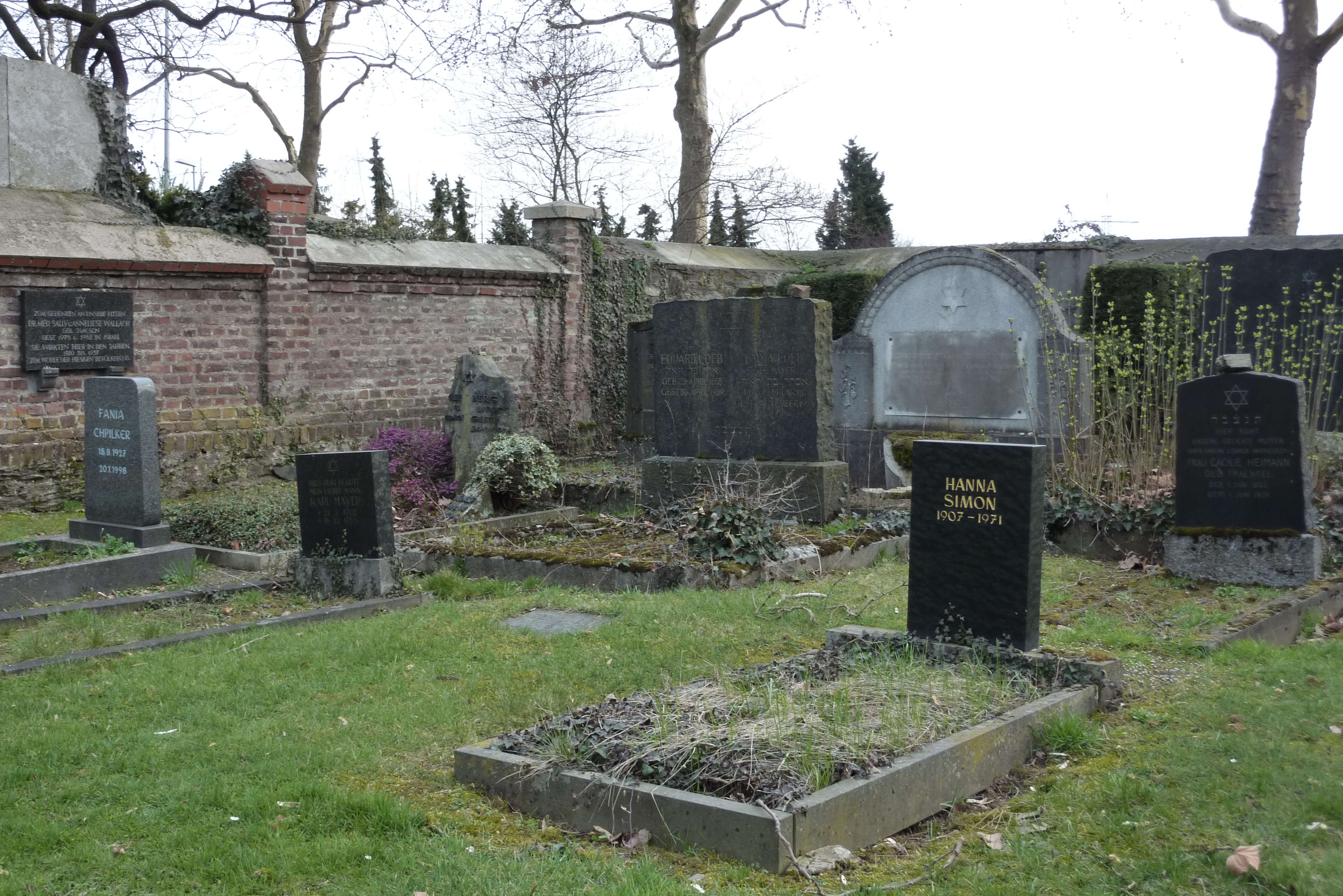
Grabsteine auf dem jüdischen Friedhof in Andernach

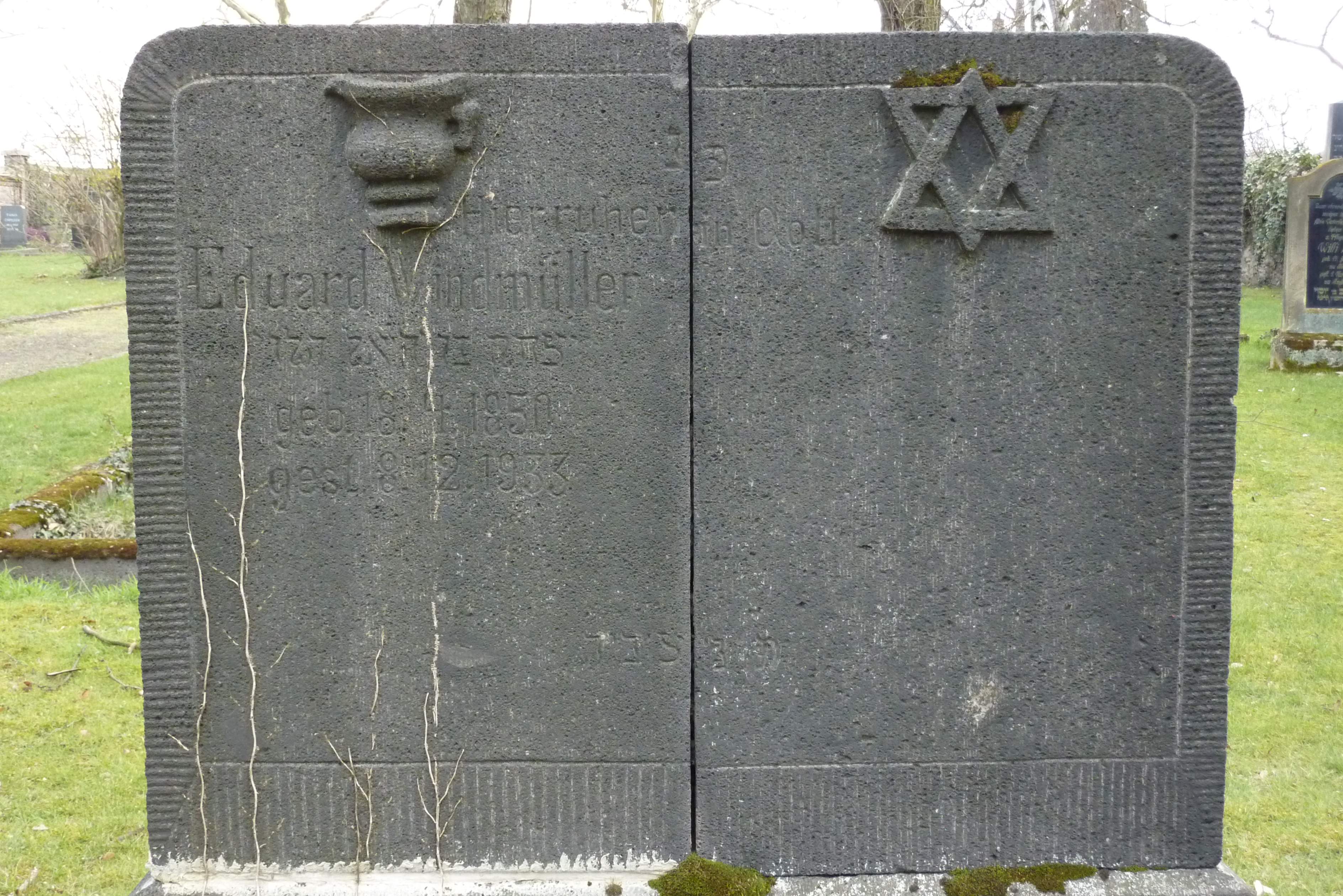
Doppelgrab auf dem jüdischen Friedhof in Andernach

Der Jüdische Friedhof Andernach ist ein jüdischer Friedhof in Andernach, einer Stadt im Landkreis Mayen-Koblenz in Rheinland-Pfalz. Der Friedhof ist ein geschütztes Kulturdenkmal und befindet sich neben dem städtischen Friedhof an der Koblenzer Straße.

## Geschichte
Ein alter jüdischer Friedhof wird in Andernach 1334 urkundlich erwähnt. Dieser Friedhof ist heute nicht mehr lokalisierbar, denn 1596 wurden die Juden aus Andernach vertrieben.
Erst in der Mitte des 19. Jahrhunderts ließen sich wieder Juden in Andernach nieder. Die jüdische Gemeinde Andernach bestattete ihre Toten zunächst auf dem jüdischen Friedhof Miesenheim. In den 1870er Jahren wurde ein eigener jüdischer Friedhof, mit einer Fläche von 13,44 Ar, direkt neben dem städtischen Friedhof angelegt. Heute sind noch 73 Grabsteine (Mazewot) vorhanden und das letzte Begräbnis fand 1999 statt.
Die Inschrift auf der Gedenktafel im Eingangsbereich lautet: Den Lebenden zur Mahnung! Unseren jüdischen Mitbürgern zum Gedenken, die durch staatliche Gewaltherrschaft in den Jahren 1933–1945 verfolgt, gepeinigt und gemordet wurden.